# Żurawiniec (województwo wielkopolskie)
Żurawiniec – wieś w Polsce, położona w województwie wielkopolskim, w powiecie kępińskim, w gminie Baranów, ok. 5 km na południe od Kępna.
| SIMC    | Nazwa              | Rodzaj    |
| ------- | ------------------ | --------- |
| 0193766 | Justynka           | część wsi |
| 0193772 | Wojciechówka       | część wsi |
| 0193789 | Żurawiniec-Folwark | część wsi |

W latach 1975–1998 miejscowość należała administracyjnie do województwa kaliskiego.